# Witten-Wullen

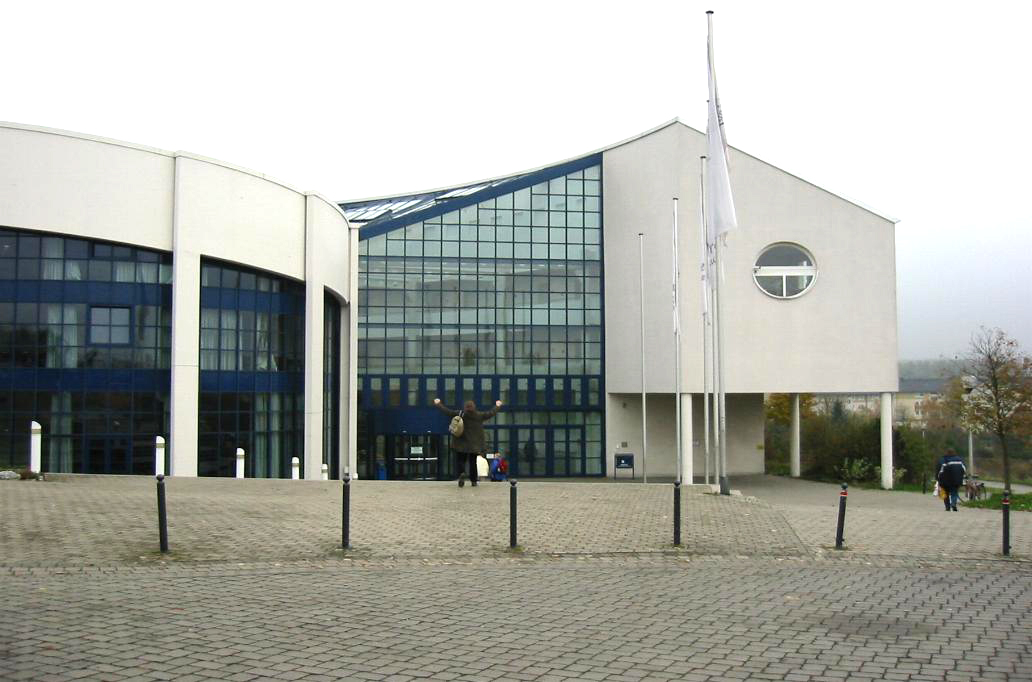
Università della Witten/Herdecke

Wullen è un quartiere della città tedesca di Witten situata nella zona della Ruhr nel Land della Renania Settentrionale-Vestfalia. Wullen si trova nella zona orientale della città, in mezzo a Witten-Mitte, Witten-Annen, Witten-Stockum e Bochum-Langendreer. 
Nel 1993 il quartiere subì una repentina trasformazione in seguito alla costruzione dell'Università della Witten/Herdecke con i suoi 1.500 studenti.